# داركزبان
داركزبان (YM150) هو مانعٌ مباشر للعامل العاشر وقد تمّ انشاؤه من قبل شركة أستيلّاس. وهو الدّواء التّجريبيّ الذي يعمل كمضادّ للتّجلط لمنع الجلطات الدمويّة الوريديّة بعد جراحة العظام الرئيسية، والسكتة الدماغية في المرضى الذين يعانون من الرّجفان الأذينيّ ونقص الأكسجين في الدّم الذي قد يترافق مع متلازمة الشّريان التّاجي الحادّة. يستخدم الداركزبان على شكل حمض الماليك. وقد توقّف تطويره في سبتمبر عام 2011م.

## العامل العاشر
العامل العاشر النشط: هو عامل ضروري لتخثّر الدم وهو المسؤول عن الشروع في متسلسلة التّخثر في الجسم. يقوم العامل العاشر بتكسير البروثرومبين إلى ثرومبين (الشكل النشط)، الذي يعمل لاحقاً على تحويل الفيبرينوجين (ذي الذائبية العالية) إلى الفيبرين (ذي الذائبية المنخفضة) وتفعيل الصفائح الدموية. تقوم شبكة الفيبرين بالحفاظ على استقرار الصفائح الدموية المتراكمة مما يؤدي في نهاية المطاف إلى تشكيل الجلطة.

## عمليات الأيض واستقلابالدواء
يُمتصّ الداركزبان بسرعة ويتم استقلابه بدرجة كبيرة إلى مستقلبه النشط: غلوكورونيد داركزبان (YM-222714) في أول عملية أيض له عبرمروره بالكبد بواسطة(glucuronidation) كما ويتم استقلاب الداركزبان أيضاً في الأمعاء الدقيقة ولكن بدرجة أقل من الكبد بكثير. يتم استقلاب الداركزبان بسرعة في الكبد، لذلك فإن الوقت الذي يحتاجه ليصل إلى نصف تركيزه في الدم قصير. ومع ذلك، فإن مستقلب الداركزبان النشط (غلوكورونيد داركزبان) يحتاج إلى ما يقرب 14-18 ساعة ليصل إلى نصف تركيزه في الدم، ويصل إلى تركيزه الأقصى في بعد مرور 1- 1.5 ساعة. ونتيجة لذلك، فإن غلوكورونيد داركزبان هو المحدد الرئيسي لآثار الدواء المضادّة للتّجلط. لا يتفاعل الداركزبان مع الطعام ويتم التخلص منه خارج الجسم عن طريق الكلى (البول) والبراز.

## آلية العمل
يعمل الداركزبان وغلوكورونيد الداركزبان على منع العامل العاشر بشكل انتقائي وتنافسي مما يؤدي إلى تثبيط نشاط البروثرومبين في مواقع تجلط الدم (تشكيل الجلطة). وهذا يؤدي إلى انخفاض في تجلط الدم بطريقة تعتمد على الجرعة. التّقليل من تجلّط الدم يقلّل من إعاقة تدفق الدم، وبالتالي ربّما يقلل من خطر احتشاء عضلة القلب، والذّبحة الصدرية غير المستقرة،، الخثار الوريدي، والسّكتة الدماغيّة.

## الاستخدامات السريرية

### الرّجفان الأذيني
الرّجفان الأذيني هو اضطراب في النَّظم القلبيّ التي يسبب انخفاضاً في الدم الخارج من القلب وتدفق الدّم إلى الدّماغ. كما أنه يشجّع على تكوين جلطات الدم في الأذينين. ويرتبط الرجفان الأذيني مع زيادة خطر السكتة الدماغية ويرجع ذلك إلى زيادة خطر تطّور تجلط الدم. العقاقير المضادة للتّخثر التي تؤخذ عن طريق الفم مثل الداركزبان تقلل من خطر الإصابة بالسكتة الدماغية وشدتها في المرضى الذين يعانون من الرجفان الأذيني من خلال منع تكوين جلطات الدم.

## موانع الاستخدام
أظهرت نتائج التجارب RUBY-1 في المرحلة الثانية أن تناول الداركزبان عن طريق الفم مع تركيبة من العلاج القياسيّ المزدوج المضاد لتراكم الصفيحات المستخدم لمرضى ACS تسبب في زيادة معدلات النزيف من اثنين إلى أربعة أضعاف ومن دون أي تأثير على وعلى الرغم من عدم تسجيل أي حالة من حالات النزيف مميت أو النزيف داخل الجمجمة، فإن نتائج هذه الدراسة تتساءل عن مبدأ إضافة مضاد للتخثرعن طريق الفم مع تركيبة من العلاج القياسيّ المزدوج المضاد لتراكم الصفيحات من أجل منع وقوع الأحداث الدماغية المتكررة بعد ACS. وقد توقف تطوير الداركزبان في سبتمبر لعام 2011م.